# Der Equalizer
Der Equalizer – Der Schutzengel von New York (The Equalizer) ist eine US-amerikanische Fernsehserie.

## Handlung
Der ehemalige CIA-Agent Robert McCall wendet sich gezielt an verzweifelte Menschen in Notsituationen, um ihnen Hilfe und Schutz anzubieten und Gerechtigkeit wiederherzustellen. Dabei ist McCall kein draufgängerischer Superheld, sondern eher ein introvertierter und zurückhaltender Typ. In der Serie ist er oft in seiner Jaguar-Limousine (XJ-6) zu sehen.

## Hintergrund
Die Krimiserie umfasst 88 Folgen mit je 45 Minuten und wurde von CBS von 1985 bis 1989 produziert und ausgestrahlt. In Deutschland wurde die Serie von 1987 bis 1990 auf RTLplus gesendet.
1987 erhielt Edward Woodward den Golden Globe als Bester Serien-Hauptdarsteller – Drama.
Die Titelmelodie der Serie stammt von Stewart Copeland, Gründungsmitglied und Schlagzeuger der Gruppe The Police.

## Synchronisation
Die deutsche Synchronisation entstand im Auftrag der Alsterstudios in Hamburg, für die Dialogregie und das deutsche Dialogbuch waren Renate Pichler und Matthias Grimm verantwortlich.
| Rolle                        | Darsteller       | Sprecher          |
| ---------------------------- | ---------------- | ----------------- |
| Robert McCall                | Edward Woodward  | Horst Schön       |
| Mickey Kostmayer             | Keith Szarabajka | Rainer Schmitt    |
| Control                      | Robert Lansing   | Rolf Jülich       |
| Lieutenant Jefferson Burnett | Steven Williams  | Gerhard Marcel    |
| Lieutenant Isadore Smalls    | Ron O’Neal       | Peter Lakenmacher |
| Scott McCall                 | William Zabka    | Michael Harck     |
| Sergeant Alice Shepherd      | Chad Redding     | Susanne Beck      |
| Pete O’Phelan                | Maureen Anderman | Heidi Berndt      |
| Lieutenant Brannigan         | Eddie Jones      | Gerd Holtenau     |

## Adaptionen
2014 wurde die Serie vom Regisseur Antoine Fuqua fürs Kino neu verfilmt. Robert McCall wird in dem gleichnamigen Film von Denzel Washington verkörpert. Der Film kam am 26. September in den Vereinigten Staaten in die Kinos, der deutsche Starttermin war der 9. Oktober 2014.
Mit The Equalizer 2 kam am 20. Juli 2018 eine Fortsetzung in die US-Kinos, der deutsche Kinostart war am 16. August 2018. Mit The Equalizer 3 – The Final Chapter folgte 2023 ein weiterer Teil, welcher den Abschluss der Reihe markieren soll.
Am 7. Februar 2021 strahlte CBS im Anschluss an die Übertragung des Super Bowl LV die erste Folge der Serien-Neuauflage mit Queen Latifah in der Haupt- und Titelrolle aus. Die deutsche Free-TV-Premiere der Actionserie ist auf VOXup seit dem 3. Oktober 2022 zu sehen.